# 中ソ不可侵条約
中ソ不可侵条約（ちゅうそふかしんじょうやく、英語: Treaty of non-aggression between the Republic of China and the Union of Soviet Socialist Republics）は、第二次上海事変により日中戦争が全面戦争に拡大した直後の1937年8月21日、中華民国とソビエト連邦の間で調印された不可侵条約である。8月29日南京において発表された。ソ支不可侵条約とも。

## 概要
同条約に従い、ソ連は中国国民政府に対して空軍支援を行った。Zet作戦と呼ばれた対中支援作戦は日ソ中立条約が結ばれるまで続いた。条約はまた、中国とナチス・ドイツとの友好関係の悪化に寄与し、それはドイツによる満州国の正式承認と在華ドイツ軍事顧問団の終結で頂点に達した。大阪毎日新聞は1937年12月28日に「露国は支那を支持することによって日本の実力を支那に消耗せしめ、日露間の紛争問題を少しでも有利に解決せんと画策したが如何せん国内の動揺治まらず背後に迫る虎視眈眈たるドイツを控えては全く手も足も出ず積極的行動を不可能ならしめた」と報じた。
条約締結と同時にソ連から中国政府に対する武器の供給も開始された。ソ連からは武器購入代金として2億5000万USドルが渡され、航空機千機、戦車、大砲が売却された。ソ連政府はおよそ300人の軍事顧問団を中国に派遣した。
最初の顧問団長は中国語に通じ、後にスターリングラード戦の英雄となったワシーリー・チュイコフ大将である。以後4年間、中国に入る重火器、大砲、航空機の供給はソ連からのみとなったほど、ソ連はライフルの生産しか行われていない中国にとっての最大の武器供給国であり続けた。

## 影響
中ソ不可侵条約の成立によって、イタリアの防共協定参加が決定的なものとなり、ムッソリーニ首相は日本の東洋平和のための自衛行動を是認するという論文を発表、ベルギー九カ国条約会議の会期中の1937年11月6日に日本国ドイツ国間に締結せられたる共産インターナショナルに対する協定へのイタリア国の参加に関する議定書に調印した。

## 関連事項
- 中ソ友好同盟条約
- 日ソ中立条約
- 在華ソビエト軍事顧問団
- ソ連空軍志願隊
- 日中戦争
- 南京戦